# David Reeb
David Reeb (* 1952 in Rechovot) ist ein israelischer Maler.

## Leben und Werk
David Reeb studierte von 1975 bis 1978 an der Bezalel Academy of Arts and Design in Jerusalem. Reeb hatte Lehraufträge an der Kalisher School of Art in Tel Aviv, Universität Haifa und der Bezalel Academy of Art and Design. David Reeb ist mit der Filmemacherin Michal Goldman verheiratet. Das Paar hat zwei Kinder.

„David Reeb malt Bilder auf der Grundlage von Pressephotographien, die von der Geschichte seines Landes erzählen: von der Besetzung palästinensischer Gebiete, von der Intifada, oder auch, und das betrifft einige der hier präsentierten Werke, von der Möglichkeit eines neuen Krieges (let’s have another war).“

Reeb wurde mit mehreren Preisen ausgezeichnet und hatte zahlreiche Einzel- und Gruppenausstellungen im In- und Ausland, darunter 1993 in der Kunsthalle Düsseldorf, 1998 im  Heidelberger Kunstverein (mit Eliezer Sonnenschein) und 2000 im Haus am Lützowplatz in Berlin.